# 浪岡町
浪岡町（なみおかまち）は、青森県津軽地方に存在した町。2005年4月1日に青森市と合併し消滅した。

## 地理
津軽平野の中東部に位置し、南津軽郡の北端。西南部へ向け平野が開け、北部は津軽山地の南端、東部は奥羽山脈となる。町内の真ん中を岩木川水系の浪岡川が流れる。

### 隣接していた自治体
- 青森市、黒石市、五所川原市
- 北津軽郡板柳町、南津軽郡藤崎町

## 歴史

### 合併経緯
2000年10月30日、青森県が『青森県市町村合併推進要綱』を制定した。それによると、「弘前市、黒石市、中津軽郡岩木町・相馬村・西目屋村、南津軽郡藤崎町・大鰐町・尾上町・浪岡町・平賀町・常盤村・田舎館村・碇ヶ関村、北津軽郡板柳町」の14市町村の組合せが示された。
旧浪岡町中心部は、青森市中心部と弘前市中心部のほぼ中間に位置している。都市雇用圏（10%通勤圏）の基準では、青森都市圏に含まれていた。平成の大合併の枠組みでは、青森都市圏の枠組みに従って中核市移行を目指す青森市と合併する方向となったが、その対応を巡り、町長に対するリコール運動が起こる。
2004年10月26日、青森市・浪岡町両議会で合併関連議案が可決。浪岡町議会は、議員20人中、議長と退席した1議員を除く18人で起立採決し、賛成12、反対6で可決。
2004年10月30日、加藤町長に対するリコールの本請求がなされる。町長のリコール住民投票を10日後に控えた2004年12月16日、リコール投票の結果が出るまで合併議決を延期するように鹿内博県議などが三村申吾知事に求めたが、青森県議会は合併議案を可決し、青森市と浪岡町との合併が事実上決定した。
2004年12月26日の住民投票によってリコールが成立。2005年2月13日実施の町長選挙で、合併に反対する候補が当選したことにより、分離する動きが見られたが、既に合併に関する総務省告示が『官報』に掲載（2005年1月18日）された後であり、合併の取り消しは不可能であった。2005年3月27日、青森市との合併の是非を問う住民投票が実施され、合併反対が合併賛成を大きく上回ったが、住民投票に法的拘束力はなく、2005年4月1日に青森市と合併した。2006年10月1日、新しい青森市は中核市に移行した。
なお、2007年9月1日 に旧浪岡町のうち、増館若柳、増館宮元、郷山前山井、吉野田吉野が藤崎町に編入されている。

### 年表
- 1889年（明治22年）4月1日 - 町村制により浪岡村誕生。
- 1940年（昭和15年）6月1日 - 浪岡村から、町制施行して浪岡町に[1]。
- 1954年（昭和29年）12月15日 - 浪岡町、五郷村、大杉村、野沢村、女鹿沢村が合併し、浪岡町となる。
- 1956年（昭和31年）9月30日 - 北津軽郡七和村大字下石川を編入。
- 2005年（平成17年）4月1日 - 青森市と合併（新設合併）。
- 2006年（平成18年）10月1日 - 中核市に移行。
- 2007年（平成19年）9月1日 - 旧浪岡町の増館若柳、増館宮元、郷山前山井、吉野田吉野が、青森市から藤崎町に編入[2]。

### 平成の大合併を巡る経緯
- 2003年（平成15年）12月 - 議員提出（6人）の青森市との合併の是非を問う住民投票条例案否決（1回目）。賛成7人、反対12人。
- 2004年（平成16年）
  - 5月17日 - 臨時議会 住民の署名活動による直接請求の住民投票条例案否決（2回目）。賛成6人、反対13人。
  - 8月15日 - 青森市との合併を推進してきた加藤新吉浪岡町長に対するリコールの署名収集開始。
  - 10月9日 - 町選管は有効署名を7112人分と告示。（リコールに必要な有権者数5743人）
  - 10月13日 - 青森市・浪岡町合併協定調印式。
  - 10月17日 - 町長がリコール署名に異議申し立てをしたため再審査。 無効署名申し立て数2,592人分。
  - 10月26日 - 青森市・浪岡町両議会で合併議案可決。浪岡町議会は賛成12人、反対6人。
  - 10月27日 - 両市町長連名で県知事に合併申請。
  - 10月30日 - 町選管は有効署名を7072人分と告示、加藤新吉浪岡町長に対するリコールの本請求。
  - 12月6日 - リコール投票告示。
  - 12月16日 - 合併特例法で規定されている告示が浪岡町では行われないまま青森県議会が青森市との合併を議決。
  - 12月26日 - 住民投票によって加藤新吉町長のリコールが成立。
- 2005年（平成17年）
  - 1月5日 - 住民投票を求める会が総務省を訪れ、青森市との合併に関する『官報』告示は出直し町長選後に行うよう要請したが、総務省側は「県知事が処分した案件なので官報に出す」と表明。
  - 1月18日 - この日付けの官報に掲載された平成17年総務省告示第62号により、同年4月1日に青森市と合併することが確定した。
  - 2月13日 - 町長選挙で、合併に反対する候補・古村一雄が当選。
  - 2月18日 - 第1回臨時議会 議員発議による住民投票条例案否決（3回目）。
  - 3月4日 - 第2回臨時議会 古村町長が提案した住民投票条例案否決（4回目）、町長信任動議可決。
  - 3月6日 - 町長解職投票をめぐる買収容疑で合併推進派町議2人を逮捕。
  - 3月12日 - 合併推進派町議がさらに1人逮捕（逮捕者は計3人となる）。
  - 3月16日 - 3月定例議会最終日に住民投票条例案否決（5回目）、賛成8 反対8 議長裁決で否決。
  - 3月18日 - 古村町長が定例議会閉会後に、住民投票条例制定を専決処分。
  - 3月23日 - 合併推進派町議さらに2人逮捕（逮捕者は計5人となる）。
  - 3月27日 - 青森市との合併の是非を問う浪岡町の住民投票が実施され、合併反対が6845票で、合併賛成の1097票を大きく上回る。
  - 4月1日 - 青森市と合併（新設合併）。
  - 4月5日 - 合併推進派旧浪岡町議さらに3人逮捕（逮捕者は計8人となる）。
  - 4月27日 - 買収容疑で合併推進派・加藤新吉元浪岡町長逮捕。
  - 6月11日 - 加藤新吉元浪岡町長が町長当時の同町消防職員の採用に絡む収賄の疑いで再逮捕。
  - 7月21日 - 公共工事を巡る贈収賄事件で加藤元浪岡町長と合併推進派旧浪岡町議がさらに1人逮捕（加藤新吉の逮捕は3回目、合併推進派議員の逮捕は計9人となる）。
  - 9月16日 - 加藤元町長が、合併議決後に合併特例法で規定されている告示行為をしなかった問題に対し、「住民投票を求める会 - ウェイバックマシン（2010年7月24日アーカイブ分）」の海老名徳太郎代表ら139人が住民監査請求。
  - 10月14日 - 住民監査請求について棄却。
  - 11月13日 - 浪岡地区の住民団体「住民投票を求める会」の84人が告示の欠落問題で青森市長を提訴。
- 2006年
  - 7月14日 - 青森地方裁判所は「告示は在任特例の要件とは言えないとして在任特例協議の効力は有効」との判断を示し、原告の請求棄却。
  - 11月21日 - 仙台高等裁判所も請求を棄却。
- 2007年4月19日 - 最高裁判所が上告不受理。

## 15歳以上就業者について
青森市への通勤率は13.3%、弘前市への通勤率は8.4%。
当地に常住する15歳以上就業者は11,043人。うち他市区町村で従業している者は3,817人と、全体の34.6%である。他市区町村への従業先1位は青森市の1,464人、2位は弘前市の926人、3位は黒石市の614人、4位は常盤村の180人、5位は五所川原市の142人。
※平成12年国勢調査による

## 行政

### 歴代町長
- 長谷川信平（浪岡地域自治区長 長谷川行惇の父）
- 平野良一（任期 1975年1月 - 1983年、2期、核燃料廃棄物搬入阻止実行委員会委員長・核燃サイクル阻止一万人訴訟原告団運営委員）
- 工藤善弘（元助役）
- 阿部幡彦（浪岡八幡宮神官）
- 加藤新吉（前青森県知事木村守男の後援会組織「青雲会連合会」元会長）
- 古村一雄 （任期 2005年2月13日 - 2005年3月31日、住民投票を求める会事務局長）…合併後、青森県議に転出。

## 産業
米・リンゴを基幹とする第一次産業が発達。北部の大釈迦地区には工業団地があり、コカ・コーラや、かねさ（味噌）の工場がある。

### 特産品
- リンゴ、リンゴジュースなど
- 本郷ダルマ凧
- ミネラルウォーター「梵珠百水」（世界的に権威のある品質選考会・モンドセレクションで、最高賞のグランドゴールドメダルを6年連続受賞）

ほか

## 姉妹都市・提携都市

### 国内
- 上屋久町（鹿児島県）2000年（平成12年）8月5日

### 海外
- ポートランド（アメリカ合衆国 メーン州）

## 地域

### 医療機関
- 国立病院機構青森病院
- 浪岡町立病院（現・青森市立浪岡病院）

これらの病院と連携し、フィリップス・ジャパンなどが参画して、情報技術を活用した健康づくり事業が進められている。

### 高等学校
- 青森県立浪岡高等学校 - 普通科と商業科を置く。

### 中学校
- 浪岡町立浪岡中学校

### 小学校
- 浪岡町立浪岡北小学校
- 浪岡町立野沢小学校
- 浪岡町立浪岡南小学校
- 浪岡町立本郷小学校
- 浪岡町立女鹿沢小学校

- 浪岡町立王余魚沢小学校 - 児童数の減少のため、2004年（平成16年）3月31日から休校、青森市との合併後に廃校。
- 浪岡町立大栄小学校 - 2022年（令和4年）3月31日、浪岡北小学校に統合され、閉校。

### 特殊学校
- 青森県立浪岡養護学校

### 所管警察署
- 浪岡警察署 - 青森市との合併と警察署の再編に伴い、名称を青森南警察署に改称。

### 郵便局
- 浪岡郵便局
- 樽沢郵便局
- 大釈迦郵便局
- 浪岡本郷郵便局

## 観光スポット
- 浪岡城跡[1]
- 中世の館
- 梵珠山（県民の森）
- 高屋敷館遺跡（国の史跡）
- 美人川公園
- 源常平の大銀杏（樹齢800年の巨木）
- 十和田霊泉（名水）
- 阿屋須の岩
- 西山スキー場
- 花岡公園（桜の名所・浪岡さくらまつりの会場）
- 道の駅なみおか（愛称はアップルヒル）
- 展望台（津軽平野展望台、花岡展望台などと呼ばれる）

### 町内の温泉
- 浪岡駅前温泉（モール泉）
- 花岡荘温泉（食塩泉）
- 細野相沢温泉「やまの湯」
- ポパイ温泉（モール泉：町内では最も色が濃い）
- 婆娑羅温泉（モール泉）
- 和ノ湯

## 行事、イベント
- なみおか映画祭
- 劇団弘前劇場（公演など）
- 浪岡北畠まつり - 浪岡夏祭りから浪岡北畠氏顕彰のために名称を変更した[1]。
- 浪岡さくらまつり
- 火の玉探検（梵珠山）[4]。

## 交通

### 道路
町内を縦断する形で国道7号とJR奥羽本線がほぼ並行する。そのやや東方に東北自動車道が縦断し、北部の長沼地区に浪岡ICがある。国道については同じく北部の大釈迦地区で国道7号から国道101号が西方（五所川原方面）へ分岐する。国道101号の南方には東北自動車道から分岐した津軽自動車道（無料）が並行する。
- 青森県道27号青森浪岡線

### 鉄道
東日本旅客鉄道
- 奥羽本線：大釈迦駅 - 浪岡駅
  - 浪岡駅では2002年12月1日から2010年12月3日まで特急「つがる」の停車駅として、特急が1日4-5往復停車していた。2018年3月17日ダイヤ改正で、3往復全てが停車するようになったが、2024年3月16日ダイヤ改正で、3往復のうち1往復が特急「スーパーつがる」へと変更され、浪岡駅へ停車する特急は1日2往復へと減少した。

### バス

#### 路線バス
青森市市バス
- 浪岡線
  - 大釈迦経由
  - 青森空港経由

弘南バス
- 黒石-青森線
- 弘前-浪岡線
- 急行弘前-青森空港線
- 高野線
- 本郷線
  - 町中心部に浪岡待合所が設置されていたが、閉鎖されている。

#### 高速バス
- 東北自動車道羽黒平バスストップ
  - あすなろ号
  - ブルーシティ号

### 空港
青森空港は町中心部から車で15分ほどの近さで、アクセス道路が国道7号から東方へ整備された。バスも運行している。空港敷地の一部は、旧浪岡町域にかかっている。

## 出身有名人
- 綾浪源鋭（元関脇力士）
- 浪ノ音健藏（元関脇力士）
- 隆の里俊英（第59代横綱、在位期間1983年7月-1986年1月・13代鳴戸親方）
- 浪乃花教天（元小結力士）
- 武州山隆士（力士）
- 工藤政志（競輪選手）
- 高谷敏史（競輪選手）
- 奈良岡功大（バドミントン選手）
- 長谷川孝治（弘前劇場主宰、脚本・演出家）
- 倉内均（映画監督）
- 岩渕崇（映画監督）
- 津川武一（作家、政治家、医師）
- 平井信作（小説家）
- 長谷川昌史（ライトノベル作家）
- 阿部合成（画家）
- 常田健（画家）
- 山内文夫（画家）
- 福士励（画家）
- 葛西善一（版画家）
- 山内清城（書家）
- 鎌田光展（工芸美術作家）
- 谷口雅邦（前衛いけばなアーティスト）
- 田中珠紀（元ATVアナウンサー・現ABAディレクター）
- 野呂妙子（声楽家）
- 相沢良（女性平和運動家、革命家）
- 西村智彦（SING LIKE TALKINGメンバー）
- 小田桐咲也（俳優、アイドル）
- 阿部政太郎（衆議院議員、青森市長）